# Moyola Park F.C.
Moyola Park Association Football Club er en nordirsk fodboldklub fra Castledown nær Magherafelt i County Londonderry. Klubben blev stiftet i 1880 og spiller sine hjemmekampe på Mill Meadow, som har en 3. generations kunststofoverflade. Indtil sæsonen 2008-09 var klubbens hjemmebane Moyola Oark, men fra starten af 2009-10-sæsonen havde klubben midlertidigt hjemmebane på Coagh United FC's Hagan Park, mens dens eget stadion var under ombygning. Første kamp på den nye stadion var den 16. januar 2010 mod Lurgan Celtic FC..
Klubben vandt den allerførste udgave af Irish Cup i 1881.